# Herodes
Herodes (Septimius Herodianus) est l'héritier d'Odénat de Palmyre et est sans doute à identifier avec le personnage mentionné par l'inscription IGRR III, 1032 (Palmyre), et qui lui donne le titre de « Roi des rois » (titre pris aussi par Odénat).
Herodes est décrit par l'Histoire Auguste comme le fils aîné d'Odénath d'un premier lit, et donc le beau-fils de Zénobie. Celle-ci l'aurait traité comme l'aurait fait une véritable marâtre, et aurait été jalouse du fait que son beau-fils puisse hériter de Palmyre, plus que ses propres descendants. Le rédacteur de l'Histoire Auguste ne dresse d'ailleurs pas un portrait très flatteur d'Herodes qu'il décrit comme un individu à la vie et aux mœurs dissolues, « le plus efféminé des hommes », qui s'adonnait à « tous les luxes de la Grèce et de l'Orient », tels que des étoffes brodées d'or « à la manière des Perses », mais auquel son père, trop indulgent, passait tous les caprices et lui offrait même des trésors pris à l'ennemi, ainsi que des concubines.
Il est toutefois difficile de savoir si le rédacteur dit vrai et situe bien Herodes dans la famille princière tant ses informations sont sujettes à caution sur ce point.
Herodes a été assassiné probablement en même temps qu'Odénat à Emèse en 267, par celui que l'Histoire Auguste nomme Maeonius et qui était sans doute un proche parent d'Odénat. Cet assassinat a peut-être été orchestré par Zénobie, pressée de voir son propre fils Wahballat régner ou par Gallien, inquiet de la nouvelle toute-puissance d'Odénat en Orient.